# Luguentz Dort
Luguentz Dort (Montréal, 18 april 1999) is een Canadees basketballer die sinds 2019 uitkomt voor de Oklahoma City Thunder. 

## Carrière
Dort speelde collegebasketbal voor de Arizona State Sun Devils tijdens het seizoen 2018/19. Hij stelde zich in 2019 beschikbaar voor de NBA draft. Dort werd niet gekozen in de draft, maar hij tekende op 6 juli 2019 toch een two-way contract bij de Oklahoma City Thunder en Oklahoma City Blue, het geaffilieerde team van de Thunder in de NBA G League. Op 6 december 2019 maakte Dort zijn debuut in de National Basketball Association tijdens een wedstrijd tegen de Minnesota Timberwolves. In zijn rookie-seizoen kreeg Dort in 36 wedstrijden speelminuten waarvan 28 als basisspeler. Daarnaast maakte hij ook nog speelminuten bij de Oklahoma City Blue. In de playoffs van het seizoen 2019/20 verloor Dort met Oklahoma in de eerste ronde in zeven wedstrijden van de Houston Rockets. Dort was in deze playoffs goed voor een gemiddelde van 12,5 punten. Dort werd op 24 juni 2020 door Oklahoma City Thunder beloond met een nieuw langdurig contract.
Dort werd vanaf het seizoen 2020/21 altijd als basisspeler uitgespeeld wat in juni 2022 resulteerde in een verbeterd contract voor 5 seizoenen. Op het einde van het seizoen 2023/24 kwalificeerde Dort zich met Oklahoma voor de playoffs.  Na vlotte winst in de eerste ronde tegen de New Orleans Pelicans verloor Oklahoma in de tweede ronde met 4-2 van de Dallas Mavericks, de latere verliezend finalist. In de zomer van 2024 nam Dort met Canada deel aan het Olympisch basketbaltoernooi in Parijs. Dankzij groepswinst in de eerste ronde kon Canada zich plaatsen voor de kwartfinales. In deze kwartfinale verloor Canada van Frankrijk waardoor Canada op de 5e plaats eindigde. Tijdens het seizoen 2024/25 liet Oklahoma City in de maand december een 12-1 winst/verlies-reeks optekenen. Oklahoma sloot het reguliere seizoen af als beste ploeg met 68 overwinningen en op het einde van het seizoen 2024/25 werd Dort verkozen in het NBA All-Defensive First Team. In de playoffs was Dort met Oklahoma achtereenvolgens te sterk voor de Memphis Grizzlies en de Denver Nuggets. In de finale van de Western conference won Oklahoma met 4-1 van de Minnesota Timberwolves zodat Dort met Oklahoma in de NBA Finale mocht spelen tegen de Indiana Pacers. In deze NBA Finale was Oklahoma in 7 wedstrijden de betere van Indiana, zodat Dort een eerste NBA-titel op zijn palmares mocht bijschrijven.

## Erelijst en onderscheidingen
- NBA All-Defensive First Team: 2025
- Kampioen NBA: 2025

## Statistieken
| Legenda | Legenda                | Legenda | Legenda                 | Legenda | Legenda               |
| ------- | ---------------------- | ------- | ----------------------- | ------- | --------------------- |
| WG      | Wedstrijden gespeeld   | WS      | Wedstrijden als starter | MPW     | Minuten per wedstrijd |
| FG%     | Fieldgoal-percentage   | 3P%     | Drie-punterpercentage   | VW%     | Vrije-worppercentage  |
| RPW     | Rebounds per wedstrijd | APW     | Assists per wedstrijd   | SPW     | Steals per wedstrijd  |
| BPW     | Blocks per wedstrijd   | PPW     | Punten per wedstrijd    | Vet     | Hoogste in carrière   |

### Regulier seizoen
| Seizoen  | Team                  | WG  | WS  | MPW  | FG%  | 3P%  | FW%  | RPW | APW | SPW | BPW | PPW  |
| -------- | --------------------- | --- | --- | ---- | ---- | ---- | ---- | --- | --- | --- | --- | ---- |
| 2019/20  | Oklahoma City Thunder | 36  | 28  | 22,8 | 39,4 | 29,7 | 79,2 | 2,3 | 0,8 | 0,9 | 0,1 | 6,8  |
| 2020/21  | Oklahoma City Thunder | 52  | 52  | 29,7 | 38,7 | 34,3 | 74,4 | 3,6 | 1,7 | 0,9 | 0,4 | 14,0 |
| 2021/22  | Oklahoma City Thunder | 51  | 51  | 32,6 | 40,4 | 33,2 | 84,3 | 4,2 | 1,7 | 0,9 | 0,4 | 17,2 |
| 2022/23  | Oklahoma City Thunder | 74  | 73  | 30,7 | 38,8 | 33,0 | 77,2 | 4,6 | 2,1 | 1,0 | 0,3 | 13,7 |
| 2023/24  | Oklahoma City Thunder | 79  | 79  | 28,4 | 43,8 | 39,4 | 82,6 | 3,6 | 1,4 | 0,9 | 0,6 | 10,9 |
| 2024/25  | Oklahoma City Thunder | 71  | 71  | 29,2 | 43,5 | 41,2 | 71,7 | 4,1 | 1,6 | 1,1 | 0,5 | 10,1 |
| Carrière | Carrière              | 363 | 354 | 29,3 | 40,8 | 36,0 | 79,0 | 3,9 | 1,6 | 1,0 | 0,4 | 12,2 |

### Playoffs
| Seizoen  | Team                  | WG | WS | MPW  | FG%  | 3P%  | FW%  | RPW | APW | SPW | BPW | PPW  |
| -------- | --------------------- | -- | -- | ---- | ---- | ---- | ---- | --- | --- | --- | --- | ---- |
| 2019/20  | Oklahoma City Thunder | 6  | 6  | 29,2 | 35,5 | 26,0 | 53,3 | 3,7 | 1,0 | 0,3 | 1,0 | 12,5 |
| 2023/24  | Oklahoma City Thunder | 10 | 10 | 35,0 | 36,3 | 39,1 | 84,2 | 4,6 | 2,0 | 1,3 | 0,2 | 10,7 |
| 2024/25  | Oklahoma City Thunder | 23 | 23 | 29,0 | 36,6 | 34,3 | 63,6 | 3,9 | 0,9 | 1,3 | 0,4 | 7,9  |
| Carrière | Carrière              | 39 | 39 | 30,5 | 36,3 | 33,9 | 67,9 | 4,0 | 1,2 | 1,1 | 0,5 | 9,3  |

2 Gilgeous-Alexander · 
3 Jones · 
5 Dort · 
6 Jay. Williams · 
7 Holmgren · 
8 Jal. Williams · 
9 Caruso · 
11 Joe · 
13 Dieng · 
14 Flagler · 
15 Carlson · 
21 Wiggins · 
22 Wallace · 
25 Mitchell · 
34 K. Williams · 
55 Hartenstein · 
88 Ducas · 
Coach Daigneault